# 野海棠
野海棠（学名：Bredia hirsuta var. scandens）为野牡丹科野海棠属下的一个变种。

## 扩展阅读
- 維基物種上的相關：野海棠